# Ullava kyrka
Ullava kyrka  är en kyrkobyggnad i centrum av  Ullava i staden Karleby i Finland. Ullava fick kapellförsamlingsrättigheter 1797 och blev en egen församling 1904. Sedan 2006 är församlingen en kapellförsamling som tillhör Kaustby och Ullava församling. Kyrkan byggdes år 1783.  Ullava kyrka och klockstapel bildar en välbevarad kyrklig miljö från slutet av 1700-talet.

## Ursprunglig form
Kyrkan byggdes som en åttkantig blockpelarkyrka med valmat tak. I väster var taket försett med en spira med vindflöjel.

## Modifieringar och reparationer
Senare ombyggnader har dolt många av de ursprungliga byggnadstekniska lösningarna med utsmyckningar och tillägg. Kyrkan renoverades under ledning av Lauri Heikki Kuorikoski år 1900. Då byggdes tre vapenhus med sadeltak och en taklanternin i kyrkans mitt. Den gamla sakristian på en långvägg ersattes av en ny bakom altaret. Kyrkan fick en tidstypisk brädfodring och takfoten försågs med dekorationer i snickarglädje. Under renoveringen 1957–1958 återställdes kyrkan till sin form före 1900. Också predikstolen restaurerades och innerväggarna återfick sin rosa färg och ytterväggarna målades igen röda. Kyrkans fönster är avrundade upptill.
Kyrkan renoverades på nytt 1997 under ledning av Matti Klemola. Då förnyades korskranket och altarbordet.

## Artefakter
Till den ursprungliga inredningen hör de utsmyckade predikstolen och psalmtavlan. Predikstolen pryds av målningar av evangelisterna och Kristus som föder syndare. Taket har tydligen ändrats vid renoveringen 1900.  Av resterna att döma var kyrkan ursprungligen försedd med ett tunnvalv. Altartavlan målades 1928 av den då 18-årige Veikko Vionoja, tidigare Laine, från Ullava. Han föddes en bit sydväst om kyrkan . Altartavlans motiv är den korsfäste Kristus. I samband med renoveringen i slutet av 1950-talet fick kyrkan en 13-stämmig orgel från Jehmlich-Fazer. Arkitekt Krister Korpela ritade fasaden.

## Monument och kyrkogård
Kyrkan omgärdas av en stenmur. Här finns hjältegravarna och ett minnesmärke over dem som dog under svältåren på 1860-talet. Själva kyrkogården ligger längre bort och till den leder björkalléer. 

## Klockstapel
Länsbygmästaren Johan Blomström ledde byggandet av kyrkan och klocktapeln.  Klockstapeln har haft dekorativa målningar, förmodligen målade eller åtminstone ritade av Veikko Vionoja. De täcktes över vid reparationerna på 1990-talet. Det ansågs omöjligt att återställa de ursprungliga målningarna.  År 2017 gjordes målades dekorationerna på nytt. Till hjälp kunde man följa konturerna i de övermålade mönstret och gamla fotografier. 

## Församlingshemmet
År 1978 byggdes ett församlingshem mellan klockstapeln och Ullavavägen.